# Reality Bites – Voll das Leben
Reality Bites – Voll das Leben (Originaltitel: Reality Bites; auch: Voll das Leben – Reality Bites) ist eine US-amerikanische Tragikomödie aus dem Jahr 1994. Die Regie führte Ben Stiller, das Drehbuch schrieb Helen Childress. Die Hauptrollen spielten Winona Ryder und Ethan Hawke.

## Handlung
Der Film begleitet die jungen Erwachsenen Lelaina Pierce, Vickie Miner, Sammy Gray und Troy Dyer bei ihren ersten Schritten ins Leben. Nach den Studienabschlüssen kämpfen diese Individuen der Generation X auf jeweils eigene Art mit dem Erwachsenwerden. Lelaina arbeitet bei einem Fernsehsender, wird dort aber vom Moderator nicht ernst genommen. Vickie arbeitet in einem Kaufhaus und beginnt die ersten Schritte auf der Karriereleiter. Sie hat zahlreiche Affären, die sie stets vorschnell beendet. Der schüchterne Sammy muss sich selbst zu seiner Homosexualität bekennen, bevor er ein freies Leben führen kann. Der fatalistische Troy hingegen kämpft mit dem bevorstehenden Tod seines Vaters und beschließt, erst das Leben zu genießen, bevor er anfangen will zu arbeiten. Alle vier leben zusammen in einer Wohngemeinschaft, was teilweise aufgrund finanzieller Probleme zu Streitereien führt. Zusätzlich hegen Lelaina und Troy eine unterschwellige Zuneigung zueinander, was die Situation im Haus zusätzlich belastet. Das Leben und die Kämpfe aller vier wird von Lelaina in einem Dokumentarfilm festgehalten.
Durch mehrere Umwege lernt Lelaina den beruflich erfolgreichen Michael Grates kennen und lieben. Troy kommt mit der yuppiehaften Art von Michael jedoch nicht zurecht, und so kommt es zum Bruch mit Lelaina. Währenddessen reicht Michael den Dokumentarfilm bei einem Musiksender ein, um der mittlerweile arbeitslosen Lelaina zu helfen. Durch die plumpe Bearbeitung des Films wird Lelaina jedoch klar, dass Michael zwar ehrlich zu ihr ist, aber er sie schlussendlich nicht versteht. So kommen Lelaina und Troy schließlich doch noch zusammen.

## Hintergründe
Die Dreharbeiten fanden in Houston und in Downey (Kalifornien) statt. Der Film spielte in den Kinos der USA ca. 20,98 Millionen US-Dollar ein.
Weltweit betrugen die Einnahmen des Films 33,3 Millionen bei etwas mehr als 11 Millionen an Produktionskosten.

## Deutsche Fassung
| Rolle                 | Darsteller        | Synchronsprecher   |
| --------------------- | ----------------- | ------------------ |
| Troy Dyer             | Ethan Hawke       | Andreas Fröhlich   |
| Lelaina Pierce        | Winona Ryder      | Dorette Hugo       |
| Grant Gubler          | John Mahoney      | Jürgen Thormann    |
| Michael Grates        | Ben Stiller       | Patrick Winczewski |
| Wes McGregor          | Harry O’Reilly    | Wolfgang Condrus   |
| Tom Pierce            | Joe Don Baker     | Roland Hemmo       |
| Rock                  | Andy Dick         | Thomas Petruo      |
| Phineas               | David Pirner      | Stefan Krause      |
| Roger                 | Keith David       | Detlef Bierstedt   |
| Grants Produzent      | Barry Del Sherman | Benjamin Völz      |
| Hot-Dog-Laden-Manager | David Spade       | Oliver Rohrbeck    |

## Auszeichnungen
Ethan Hawke und Winona Ryder wurden für den Filmpreis MTV Movie Award in der Kategorie Bester Kuss nominiert.
Die Deutsche Film- und Medienbewertung FBW in Wiesbaden verlieh dem Film das Prädikat „wertvoll“.

## Kritiken
„Der Film reißt verschiedene Verhaltensweisen von Protagonisten der Generation X an: jener jungen und „konsumfreudigen“ Menschen, die in den 70er Jahren geboren wurden und nach einer soliden Ausbildung ohne große Hoffnung auf sozialen und beruflichen Aufstieg in Skeptizismus und Nihilismus verfallen, sich zugleich aber clever und mediengewandt „verkaufen“ können. Der thematisch interessante Film beschreibt durchaus treffend die Lippenbekenntnisse seiner Protagonisten sowie ihr (nicht gerade neues) Liebesleid, verliert sich jedoch in skurrilen Szenen. Die oberflächliche Dramaturgie scheitert zwangsläufig im Niemandsland zwischen Komödie und Problemfilm.“

„"Reality Bites" hat, als erzählerisches Gerüst, die alte Dreiecksgeschichte vom Mädchen, das zwischen zwei Männern steht; dazwischen aber bleiben viel Platz und Zeit für jene modischen Kostüme und Kulissen, die sich aus den späten Sechzigern die bunten Farben borgen und aus den späten Siebzigern die aggressive Attitüde für jene zeitgemäßen Dialoge, die das Versagen fetischieren und hinter jedem Erfolg Verrat vermuten.
Und manchmal, quasi als Entschuldigung, wird die glatte Oberfläche durchlöchert von Videoaufnahmen, die unscharf und verwackelt sind: Winona Ryder dreht, mit schlichten Mitteln und ohne Budget, den Film im Film, den billigeren Doppelgänger, das ungeschönte Porträt ihrer Generation.
In diesen Momenten sieht der Film so aus, als hätten die Produzenten doch geahnt, daß die Helden von ‚Reality Bites‘, diese skeptischen jungen Menschen, für einen Film wie ‚Reality Bites‘ keinen Cent ausgeben würden.“